# Proceroecia macroprocera
Proceroecia macroprocera is een mosselkreeftjessoort uit de familie van de Halocyprididae. De wetenschappelijke naam van de soort is voor het eerst geldig gepubliceerd in 1971 door Angel.